# Nigeria
Nigeria, formellt Förbundsrepubliken Nigeria (engelska: Federal Republic of Nigeria), är ett land i Västafrika bestående av  trettiosex delstater och dess så kallade Federal Capital Territory, Abuja. 
Nigeria är Afrikas folkrikaste land och det sjunde folkrikaste landet i världen. 
Det gränsar till Benin i väster, Tchad och Kamerun i öst och Niger i norr. Kusten i söder vetter mot Guineabukten. Största flod är Niger som rinner ut i Biafrabukten via Nigerdeltat, varvid dess huvudgren rinner genom sex länder med biflöden från ytterligare några.[källa behövs]
Landet är listat bland N-11-länderna, och är medlem i Samväldet. 
Landets ekonomi är en av de snabbast växande i världen. Det var i början av 2020-talet den näst största ekonomin i Afrika, efter Sydafrika, och världsdelens största exportör av olja. Det är en regional stormakt i Västafrika.
Nigeria är ett multietniskt samhälle. Dess befolkning består av mer än 200 olika etniciteter, som var och en talar sitt språk eller dialekt. De tre största och mest inflytelserika etniska grupperna i Nigeria är hausa-fulani i norr, igbo i öster och yoruba i väster. Många igboer och yorubaer är kristna, medan flertalet hausa-fulanier är muslimer. Även under det brittiska kolonialstyret bevarade de tre folken sina gamla traditioner, inklusive rivalitet dem emellan. När landet blev självständigt hade vart och ett av dessa folk kunnat bilda sin egen stat. Igboernas senare försök att göra detta ledde till inbördeskrig, tills igbo-staten Biafra kapitulerade och Nigeria kunde leva vidare som en förbundsstat.[källa behövs]

## Namn
Namnet Nigeria togs från floden Niger som går genom landet, och myntades av Flora Shaw, den framtida frun till baron Lugard, en brittisk kolonial administratör under slutet av 1800-talet[källa behövs]

## Historia

### Förhistoria

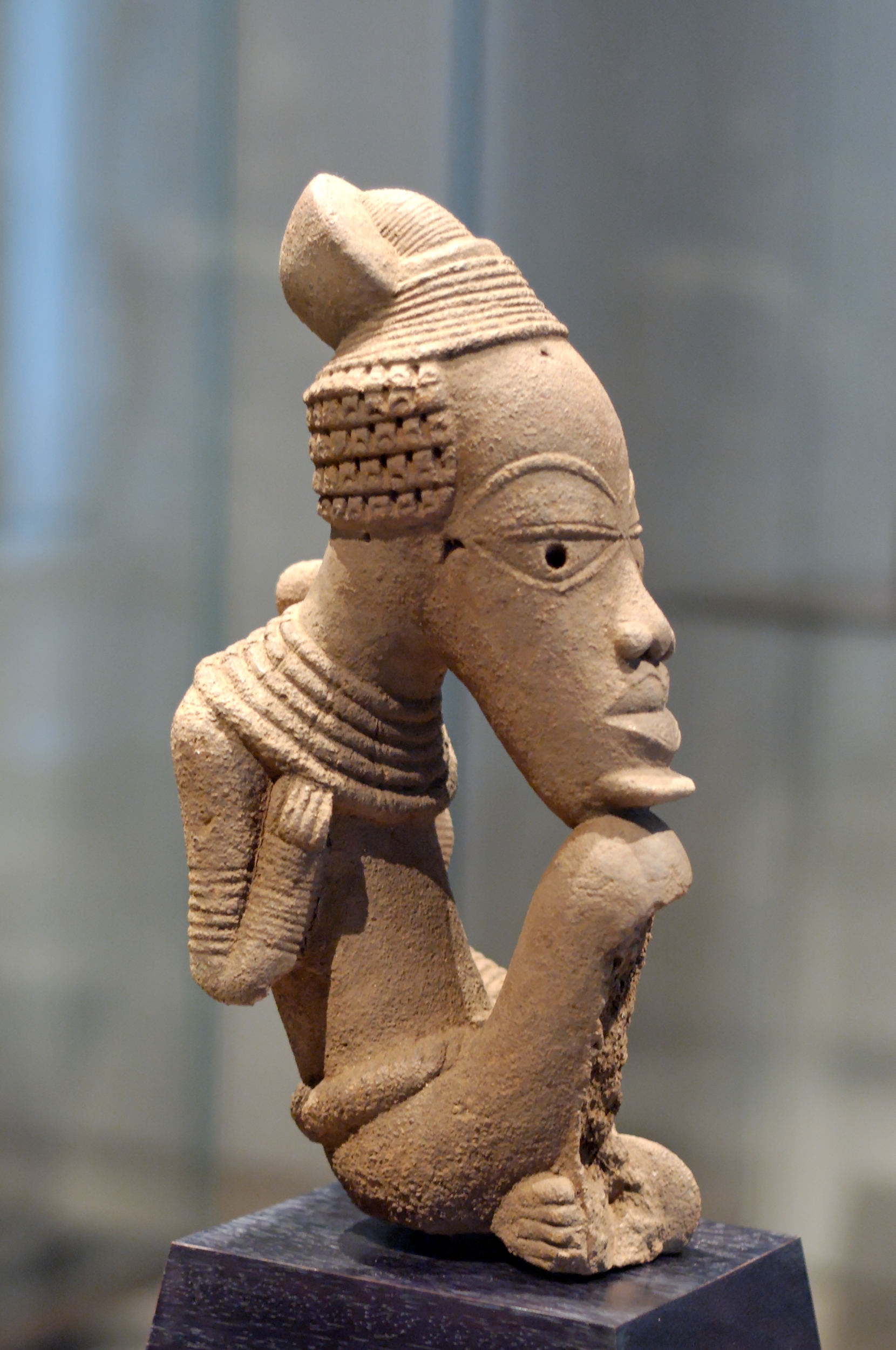
Terrakottaskulptur från nok-kulturen

Nigerias förhistoria är rik och flera fynd har hittats från äldre stenåldern. Arkeologiska fynd visar att mänsklig bebyggelse i området går tillbaka till åtminstone 9 000 f.Kr. Området runt floderna Benue och Oyono tros ha varit det ursprungliga hemlandet för bantufolket, som senare kom att sprida sig över största delen av centrala och södra Afrika periodvis från år 0 till 1000-talet e.Kr.
I Daima, i nordöstra delen av landet, har lämningar av mänskliga bosättningar hittats från det första årtusendet före Kristus. Under det kommande millenniet spreds jordbruk och järnhantering över landet. Nokkulturen är den äldsta högkulturen i landet, tillika det äldsta järnålderssamhället som är känt söder om Sahara. Nokkulturen fanns mellan cirka 500 f.Kr. och 300 e.Kr. Det är känt för sina terrakottaskulpturer i naturlig storlek.

### Lokala riken
Ett flertal riken har blomstrat i det som nu är Nigeria. I norr introducerades islam genom handel med Sahara. På 800-talet uppstod kungadömet Kanem vid Tchadsjön. På 1300-talet omvandlades riket till Kanem-Bornu. Kanem-Bornu följdes av det medeltida kungadömet Kano som senare blev emiratet Kano.
Mellan riket Kanem-Bornu och de stora rikena, Songhai och Mali, låg sju hausa-stadsstater. Dessa innefattade bland annat Kano, Zaria, Gobir och Katsina, där islam praktiserades. Hausafolket handlade med andra riken och deras språk spred sig eftersom till norra Nigeria. På 1400-talet hade hausa-staterna utvecklats till blomstrande handelscentra, och på 1700-talet var de högre klasserna i dessa stater huvudsakligen muslimer. Dessa kom dock att erövras i början av 1800-talet av fulanierna, ett islamistiskt nomadfolk som hade trängt in från väster på 1500-talet. Fulanierna upprättade sultanatet Sokoto, och härifrån spred sig islam söderut in i det skogrika Yorubaland.
Yorubafolket slog sig ner i regnskogarna väster om Niger, och skapade från 1300-talet de mäktiga kungarikena Benin, som hade sin storhetstid på 1400- och 1500-talet, och Oyo som hade sin storhetstid på 1700-talet och upplöstes under 1800-talet. Igbofolket skapade aldrig några större riken, men upprättade dock ett omfattande nätverk av bysamhällen med Nri som den centrala och sammanhållande makten.

### Européerna och slavhandeln
År 1472 upptäckte portugisiska sjöfarare Nigerias kust och i slutet av 1400-talet bosatte sig först portugiser och senare holländare, fransmän och engelsmän i kusttrakterna och arbetade som slavhandlare. De fortsatte att bosätta sig längs kusten ända fram till 1800-talet. Européernas samarbete med afrikanska köpmän, samt att mäktiga hövdingar sålde en mängd yorubaer och igboer som slavar, ledde till att Nigeria blev huvudexportör av slavar till kolonierna i Amerika. År 1807 förbjöd Storbritannien slavhandeln och tvingade således både infödda som européer att handla med varor, då i synnerhet palmolja. Handeln med slavar upphörde dock först vid mitten av 1800-talet.

### Brittisk expansion
Det brittiska inflytandet i landet ökade efter hand. I mitten av 1800-talet påbörjade britterna en kolonisation. I kampen mot slavhandeln etablerades baser längs kusten, däribland Lagos år 1861. Staden blev utgångspunkten för mission och kolonial expansion i landet. Hela Nigerias kust blev  ett brittiskt protektorat år 1885. I Yorubaland fick de kristna missionärerna allt större inflytande, men det dröjde ändå 20 år innan yorubaer och igboer helt hade kommit under brittisk kontroll. 
Royal Niger Company grundades år 1886 av Sir George Goldie i syfte att utforska och bedriva handel med de inre delarna av landet.  Brittiska regeringen gav bolaget sedan rätt att uppträda som styrande makt i Nigeria. Strider mellan Royal Niger Company och olika folkgrupper, särskilt i norr, ledde till att brittiska regeringen sände trupper under Frederick Lugard till området.
Britterna bildade flera protektorat i Nigeria, däribland Nordnigeria år 1899. Nigeria började nu ta form och år 1906 slogs Lagos och protektoratet Sydnigeria ihop. Britternas övertagande av Nigeria, som hade påbörjats år 1861, avslutades år 1914 när dessa protektorat slogs samman till ett. Protektoratet fick namnet Nigeria.
Nigerias tre huvudregioner uppvisade fortfarande stora olikheter. En djup klyfta växte fram mellan södra Nigeria, där det brittiska och kristna inflytandet var omfattande, och norra Nigeria, där muslimska traditioner förblev dominerande. Den islamiska norra delen var ett konservativt samhälle, dit kristna missionärer inte hade tillträde och där skolväsen, enligt västerländsk modell, i stor utsträckning saknades. Många företagsamma igboer lämnade sina överbefolkade hemtrakter i de östra delarna och sökte arbete vid statliga institutioner och inom affärsvärlden i norr och väster, men där väckte deras närvaro ofta missnöje. Engelsmännen byggde järnvägar och landsvägar, införde nya jordbruksmetoder, förbättrad sjukvård och byggde ut administrationen.

### Självständighet från Storbritannien 1960
Efter första världskriget tilltog den nigerianska nationalismen, inspirerad främst av igbofolket, men rörelsen förblev splittrad.
År 1944 bildades National Council of Nigeria and the Cameroons (NCNC) med Nnamdi Azikiwe som ledare. Denna hade främst stöd i de sydöstra delarna av landet, medan Northern People's Congress (NPC) som bildades år 1950 med Abubakar Tafawa Balewa som ledare främst hade stöd i södra delarna av landet. Vid samma tid bildades också Action Group (AG) med hövdingen Obafemi Awolowo som ledare i de yorubadominerade sydvästliga delarna av landet.
Efter en serie konstitutionsexperiment blev Abubakar Tafawa Balewa den förste federale premiärministern.
Efter många års förhandlingar blev landet självständigt år 1960. Den nya staten var en förbundsstat med vidsträckt självstyre i de tre, senare fyra, regionerna. Detta innebar emellertid inte att de gamla motsättningarna mellan landsdelarna upphörde. Folket i landets norra delar, dit den politiska makten var koncentrerad, hyste misstro mot folket i söder, och dessa å sin sida ansåg att de muslimska hausa-fulani-folken var reaktionära och hindrade Nigerias utveckling. Igboer och yorubaer hyste även de misstro mot varandra.
NPC och NCNC bildade koalitionsregering med Abubakar Tafawa Balewa som regeringschef och Nnamdi Azikiwe som generalguvernör medan AG bildade opposition. År 1963 blev Nigeria en republik inom samväldet med Azikiwe som president.
Under åren 1962 och 1963 ökade de etniska motsättningarna. Den tändande gnistan kom i januari 1966, då några unga igbo-officerare störtade förbundsregeringen och mördade en mängd politiska ledare, bland annat premiärministern Tafawa Balewa. General Johnson Aguiyi-Ironsi, som var igbo, övertog makten, men några månader senare blev han själv mördad vid en militärkupp då general Yakubu Gowon blev statschef. De inre motsättningarna exploderade år 1966 i kupper och politiska mord. Landets nya ledare, den kristne generalen Yakubu Gowon från nordregionen, kunde inte förhindra en massaker på igboerna i norr. Mellan 10 000 och 30 000 igboer dödades, och omkring 1 miljon flydde från regionen.
År 1967 utropade sig östregionen (Igbo) under överste Odumegwu Ojukwu till en självständig stat, Biafra, med huvudort i Enugu. Detta ledde till inbördeskrig, som varade 1967 till 1970. Den påföljande svältkatastrofen blev mycket uppmärksammad internationellt.

### Biafrakriget 1967–1970
General Gowons plan på att ersätta regionerna med 12 mindre områden, som var för sig inte skulle vara tillräckligt starkt att dominera federationen, möttes av motstånd från överste Odumegwu Ojukwu, som var igbo och militärguvernör i den oljerika östregionen. I juni 1967 förklarade Ojukwu den östra regionen för en självständig stat, Biafra. Ett våldsamt inbördeskrig bröt ut. Igboernas motstånd, som inspirerades av deras fruktan för att utplånas som folk, bröts först i januari 1970, då Ojukwu tvingades fly till Elfenbenskusten. Efter Biafras sammanbrott organiserade en rad länder ett stort hjälpprogram i kampen mot svälten och nöden i området. Man vet inte med säkerhet hur många som dog under kriget, men siffran översteg troligen en miljon. Kriget var en av de mest tragiska händelserna i Afrikas senare historia.

### Efter inbördeskriget
När kriget upphört förverkligades planerna på de 12 staterna. Den ekonomiska och politiska återuppbyggnaden fortsatte under ledning av Gowon och med stöd av en starkt ökande oljeproduktion, som gjort Nigeria till en av världens största oljeproducerande länder. President Gowon störtades 1975 i en militärkupp av general Murtala Ramat Mohammed, som i sin tur mördades och ersattes av Olusegun Obasanjo 1976. Under Obasanjo förbereddes en återgång till civilt styre och en ny konstitution efter amerikanskt mönster antogs.
Efter fyra års militärstyre genomfördes 1979 allmänna val och en civil styrelse återupprättades genom andra nigerianska republiken. President blev Shehu Shagari, ledare för det huvudsakligen högerorienterade och provästliga nationella partiet. Hans styre varade mellan 1979 och 1983, då general Muhammadu Buhari tog över makten i en kupp. Buharis hårda regim störtades genom en militärkupp 1985 av en något mildare under generalmajor Ibrahim Babangida. Han utlovade en gradvis övergång till demokrati och lät 1989 tillåta politiska partier. För att motverka nationell splittring tilläts dock endast ett höger- och ett vänsterparti, National Republican Convention respektive Social Democratic Party. År 1990 hölls lokalval och 1991 guvernörsval. I juni 1993 hölls presidentvalen som var det sista steget i demokratiseringsprocessen. Babangida vägrade dock att acceptera en valförlust, och våldsamma protester utbröt. Slutligen tvingades Babangida avgå med nya protester mot annulleringen av presidentvalet. I november 1993 genomförde militären en ny kupp och Sani Abacha tog makten, förbjöd de båda partierna och tillsatte militärer som guvernörer.
1996 bildades paraplyorganisationen United Democratic Front of Nigeria under ett möte i Oslo lett av nobelpristagaren Wole Soyinka. President Sami Abacha avled 1998 under oklara omständigheter och makten i landet övertogs av generalmajor Abdulsalami Abubakar, som meddelade att han skulle fortsätta Abachas arbete mot en övergång till demokrati.

### Demokratisering, 1999–
En ny konstitution antogs 1999. Övergången till civilt styre gick helt odramatiskt. Den nya regeringen har stora uppgifter framför sig, bland annat att återuppbygga ekonomin som raserats av korruption och vanskötsel och att se till att de långvariga etniska och religiösa motsättningarna i landet kan överbryggas. På senare tid har stora oljefyndigheter upptäckts och stora rikedomar flyter in i landet till följd av oljeindustrin, men endast en fåtalig överklass berikats. Under det senaste decenniet har Nigeria kännetecknats av spänningar mellan centralregeringen och delstaterna samt mellan religiösa och etniska grupper. Ett nytt problem utgörs av islamismen. I de nordliga delstaterna har islamisterna vuxit sig starka och infört sharialagar, vilket har lett till oroligheter med tusentals dödsoffer.
I mars 2015 vann utmanaren Muhammad Buhari  presidentvalet. Buhari fick ungefär två och en halv miljoner fler röster än den sittande presidenten Goodluck Jonathan. Det var första gången någonsin som en utmanare hade en chans att besegra en sittande president i Nigeria. Sedan 29 maj 2015 är Muhammad Buhari  Nigerias president.

## Geografi

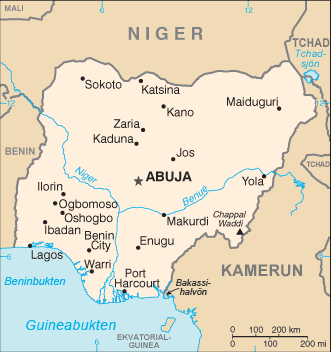
Nigeria

### Topografi
Nigeria består mest av urberg (prekambriska bergarter), i öst delvis täckta av lavamassor. I sydost och i Nigers och Benues dalgångar finns avlagrade sediment från krita, tertiär och kvartär. Längs gränsen i öst finns avlagringar från  jura och krita. Bly- och zinkförekomster finns i de äldsta kritförekomsterna. Kvartära avlagringar i form av sand finns längs kusten och i det nordöstra området mot Tchadsjön.
Landet består av högland mot gränsen till Kamerun och i de centrala, inre delarna av landet Josplatån. Längs kusten sträcker sig ett flackt sumpområde som i Nigerdeltat är 100 km brett. Innanför sumpområdet ligger en kustslätt (upp till 300 meter över havet), som gradvis höjer sig inåt landet. I dalgångar från nordväst kommer floden Niger, och från öst dess viktigaste biflod, Benue. Dessa möts ungefär mitt i landet och löper som Nedre Niger mot kusten, där den bildar ett stort delta. Landet norr om floderna består av en stor platå med vidsträckta savanner. Här finns både sänkor (Sokoto och Bornu) samt den mäktiga Josplatån på cirka 1 200 meter över havet, vars högsta topp är 1 780 meter över havet. Jordmånen är mest röda tropiska jordar med lågt humusinnehåll. I nordöst sänker sig landet ner mot Tchadsjön.

### Växtliv
Vegetationen växlar från söder till norr, beroende på nederbörden. Den växer i öst–västliga zoner, parallellt med ekvatorn. Längs kusten ligger ett bälte med mangroveskog och färskvattenträsk, upp till tio mil brett i Nigerdeltat. På kustslätten innanför vidtar tropisk regnskog med många ekonomiskt viktiga arter, som mahogny, kakaoträd och oljepalmer. I de mest tätbefolkade områdena är den ursprungliga vegetationen ersatt av uppodlade torrskogar. Mellersta Nigeria har tropisk skog i dalarna och savann på platåerna. Trädbevuxen savann med galleriskog längs floderna täcker mer än halva ytan norr om skogszonen. Apbrödsträd, tamarind och Parkia africana är de vanligaste trädarterna. Längst i norr går savannen över i halvöken med spridda akaciaträd och doumpalmer.

### Klimat
Klimatet varierar över landet. I söder är det ekvatorialklimat, i mitten tropiskt och i norr torrt. Det förekommer såväl längre torrperioder som översvämningar. Det regnar mycket mellan april och oktober. Juni är den blötaste månaden.

### Miljöproblem
Några av Nigerias större miljöproblem är att skogen avverkas i för stor omfattning och att vatten, luft och jord är allvarligt förorenade av petroleum. En stor inflyttning till städerna medför luft- och vattenföroreningar där.

## Styre och politik

### Författning och styre
Nigeria är en federal republik liknande USA. Nuvarande president är Muhammadu Buhari som efterträdde Goodluck Jonathan i maj 2015. Presidenten är både statschef och ordförande i det verkställande utskottet.

### Administrativ indelning

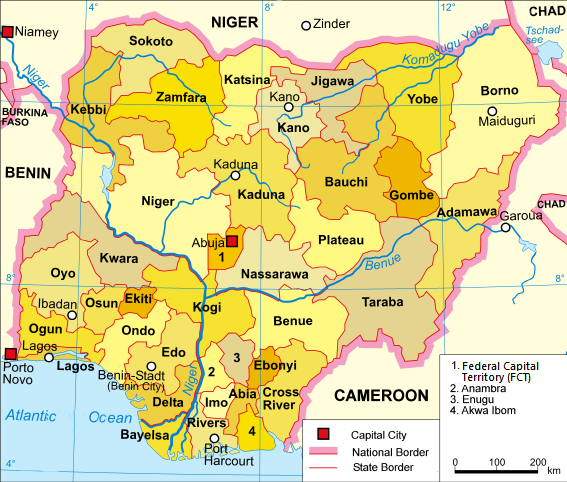
Nigerias primära administrativa enheter.

Nigeria är indelat i huvudstadsområdet (med huvudstaden Abuja) samt 36 delstater: 
- Abia
- Adamawa
- Akwa Ibom
- Anambra
- Bauchi
- Bayelsa
- Benue
- Borno
- Cross River
- Delta
- Ebonyi
- Edo
- Ekiti
- Enugu
- Gombe
- Imo
- Jigawa
- Kaduna
- Kano
- Katsina
- Kebbi
- Kogi
- Kwara
- Lagos
- Nasarawa
- Niger
- Ogun
- Ondo
- Osun
- Oyo
- Plateau
- Rivers
- Sokoto
- Taraba
- Yobe
- Zamfara

Delstaterna och huvudstadsområdet är på distriktsnivå vidare indelade i totalt 774 Local government areas som i sin tur indelas i mindre administrativa enheter (wards), som i huvudsak fungerar som valdistrikt. Delstaterna är geografiskt grupperade i nord och syd, som vidare är indelade i sex delzoner. De lokalt styrda områdena (local government areas) är politiskt grupperade i senatordistrikt (senatorial districts). Särskilt i söder är urbaniseringen hög och det finns 11 städer med mer än en miljon invånare.

### Rättsväsen
Enligt den Shariabaserade strafflag som gäller för muslimer i tolv nordliga delstater bestraffas brott som alkoholkonsumtion, homosexualitet, otrohet och stöld strängt, och kan resultera i amputation, prygling, stening och långa fängelsestraff.
Rättsväsendet dras med stora problem med utomrättsliga avrättningar och användning av överdrivet våld av säkerhetsstyrkor, straffrihet för övergrepp begångna av säkerhetsstyrkor, godtyckliga arresteringar, långvarig väntan på rättegång vid frihetsberövande samt korruption och politikerstyre inom rättsväsendet.
Även fångar och misstänkta behandlas illa, exempelvis är våldtäkt, tortyr och annan grym eller förnedrande behandling av fångar och misstänkta allvarliga problemen liksom livshotande interneringsförhållanden.

### Internationella relationer
Nigeria är medlem av FN och FN:s viktigaste underorganisationer, bland annat Världsbanken, och dessutom i Världshandelsorganisationen (WTO), Samväldet, Afrikanska unionen, Opec, ECOWAS och Cotonouavtalet.

## Ekonomi och infrastruktur

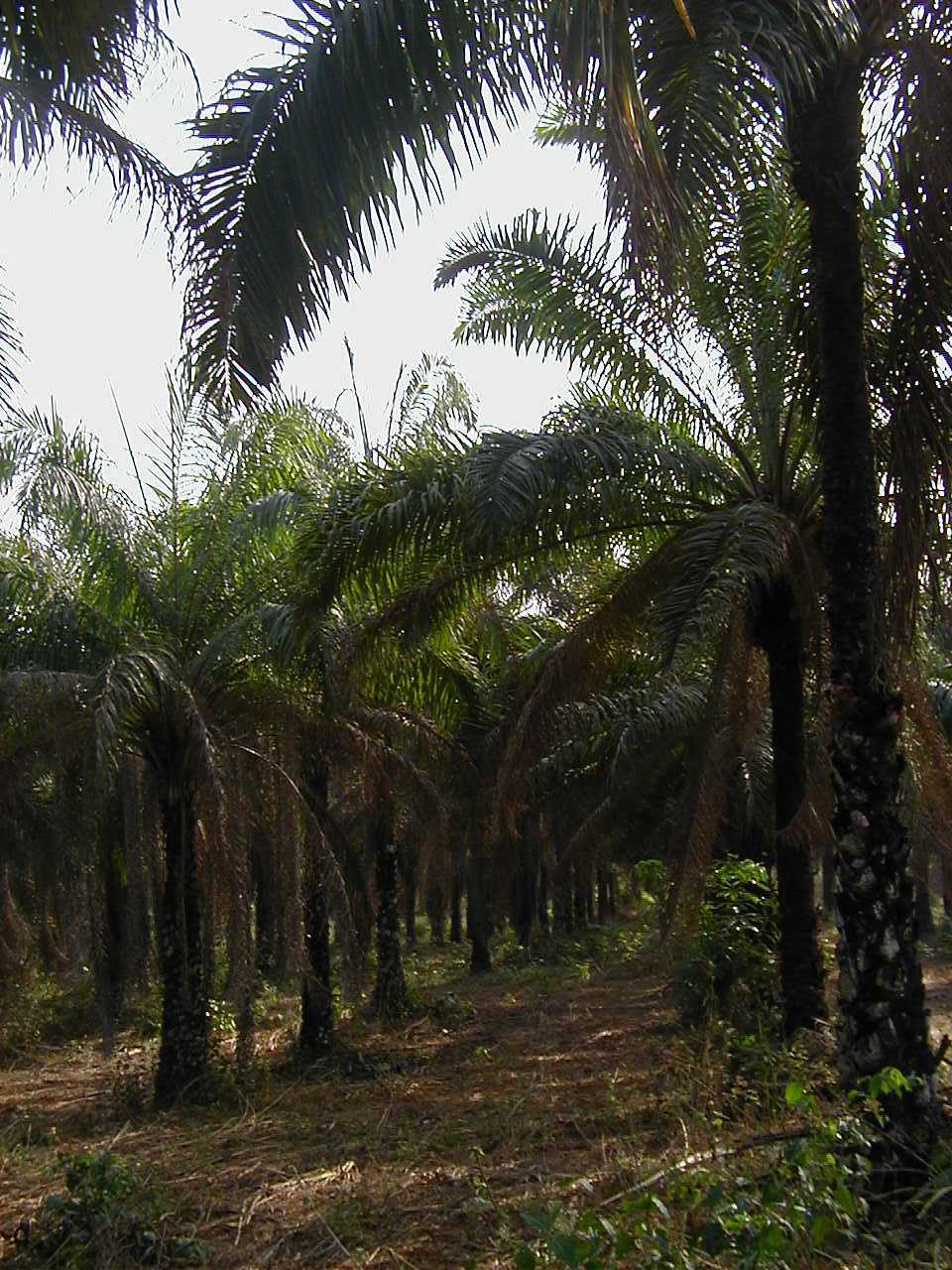
Palmodling i Nigeria.

Nigeria klassas som en blandekonomisk tillväxtmarknad.[källa behövs]
År 2011 klassade Världsbanken landet som ett medelinkomstland. med dess stora tillgångar på naturresurser, välutvecklade finansiella- och legala infrastruktur, transportsektor och börs, som är den näst största i Afrika. 
Tidigare har den ekonomiska utvecklingen hindrats av år av militärt styre, korruption och vanstyre men återinförandet av demokratin och påföljande ekonomiska reformer har framgångsrikt fört Nigeria framåt mot att nå dess fulla ekonomiska potential. Det är nu en av de största ekonomierna i Afrika, och den största ekonomin i den västafrikanska regionen.[källa behövs]
Enligt Världsbanken fördubblades nästan Nigerias köpkraftsparitet från år 2005 till år 2007, från $170.7 miljarder  till 292.6 miljarder. BNP per capita har steg också kraftigt från år 2006 till 2007, från 692  dollar till 1 754 dollar.
År 2000 var 60 procent av befolkningen mycket fattiga, och inkomstskillnaderna är stora. Korruptionen i landet är stor och landet har en omfattande ekonomisk brottslighet, såsom penningtvätt och bedrägerier, till exempel så kallade Nigeriabrev. År 2003 inrättades Economic and Financial Crimes Commission (EFCC) för att motverka ekonomisk brottslighet.[källa behövs]
År 2006 rapporterade BBC att 31 av landets 36 statsguvernörer (vilka åtnjuter immunitet under sin ämbetstid) var under utredning av EFCC, misstänkta för korruption.

### Näringsliv
| Sektor   | Andel av BNP | Andel av arbetskraften |
| -------- | ------------ | ---------------------- |
| Jordbruk | 70 % (1999)  | 21,1 % (2016)          |
| Industri | 10 % (1999)  | 22,5 % (2016)          |
| Service  | 20 % (1999)  | 56,4 % (2017)          |

#### Jord- och skogsbruk, fiske
Jordbruk var tidigare en av Nigerias huvudsakliga exportinkomster. Vid ett tillfälle var Nigeria världens största exportör av jordnötter, kakaobönor och palmolja samt en betydande producent av kokosnötter, citrusfrukter, majs, pärlhirs, maniok, jams och sockerrör. Nigeria har stora områden av underutnyttjad åkermark.

#### Energi och råvaror
Drygt 60 procent av elektriciteten produceras av fossila bränslen och resterande med vattenkraft. En mindre mängd el exporteras.
Nigeria är den tolfte största producenten av petroleum i världen och den åttonde största exportören. Landet har även de tionde största säkra reserverna. Olja spelar en stor roll i landets ekonomi, och utgör 40% av BNP och 80% av regeringens intäkter. Kraven på bättre resurskontroll i Nigerdeltat, den huvudsakliga regionen för oljeproduktion, har dock lett till störningar i oljeproduktionen och förhindrar för närvarande landet från att exportera till 100 procents kapacitet.
Nigeria har även en stor mängd av underexploaterade mineralresurser som naturgas, kol, bauxit, tantalit, guld, tenn, järnmalm, kalksten, niob, bly och zink.

#### Tjänster och turism
Landet har en högutvecklad sektor för finansiella tjänster med en blandning av lokala och internationella banker, kapitalförvaltningsföretag, mäklarfirmor, försäkringsföretag och mäklare, privata aktiefonder och investmentbanker.

### Handel
Nigeria är USA:s största handelspartner i Afrika söder om Sahara och förser landet med en femtedel av dess olja (11% av oljeimporterna). Det har det sjunde största handelsöverskottet med USA av något land över hela världen. Nigeria är för närvarande den femtionde största exportmarknaden för amerikanska varor och den fjortonde största exportören av varor till USA. USA är landets största utländska investerare.

### Infrastruktur

#### Transporter
Nigerias väg- och järnvägsnät är välutbyggt med afrikanska mått mätt, men har försvagats av bristande underhållsinvesteringar. Tidigare hade vägnätet en tydlig nord–sydlig sträckning som gav uttryck för den traditionella handelsstrukturen som etablerades under kolonialtiden. Transportnätet har senare blivit mer sammansatt för att öka handeln mellan de enskilda staterna. Nigeria har ett mer omfattande järnvägsnät än de flesta andra utvecklingsländer, med 3 505 km räls. Niger och andra floder är farbara. De inre vattenvägarna omfattar cirka 6 400 km, mest laguner i kustzonen. Niger är farbar hela året till Onitsha (320 km inåt landet) för fartyg på upp till 500 ton. Abuja, Lagos, Kano och Port Harcourt har internationella flygplatser, och det finns flera flygplatser för inrikes trafik. Det mesta av petroleumexporten går över hamnarna Bonny och Burutu; Apapa och Tin Can Island (som är Lagos hamnar), Port Harcourt, Warri, Sapele och Calabar är de viktigaste hamnarna för varuhandel.

#### Post, telefoni och internet
Nigeria har en av de snabbast växande telekommunikationsmarknaderna i världen med stora tillväxtmarknadsoperatörer som MTN, Etisalat, Airtel (tidigare Zain) och Globacom (GLO), som baserar sina största och mest vinstgivande centrum i världen.

#### Utbildning
År 2015 var läs- och skrivkunnigheten bland personer 15 år och äldre 59,6 procent. Det fanns dock en könsskillnad, där 69,2 procent av männen var läs- och skrivkunniga, medan andelen för kvinnor var lägre, 49,7 procent.

## Befolkning

### Demografi
Medianåldern år 2020 beräknades till 18,6 år.
På grund av de etniska förhållandena är frågan om folkmängdens storlek politiskt känslig, och det råder tvivel om siffrornas riktighet.

#### Större städer
De största städerna är Lagos, Ibadan, Ogbomosho, Kano, Oshogbo, Ilorin, Abeokuta och Port Harcourt.

#### Urbanisering
Nigeria har med afrikanska mått mätt en stor stadsbefolkning; cirka 53,5 % av befolkningen beräknades bo i städer år 2022.

#### Minoriteter

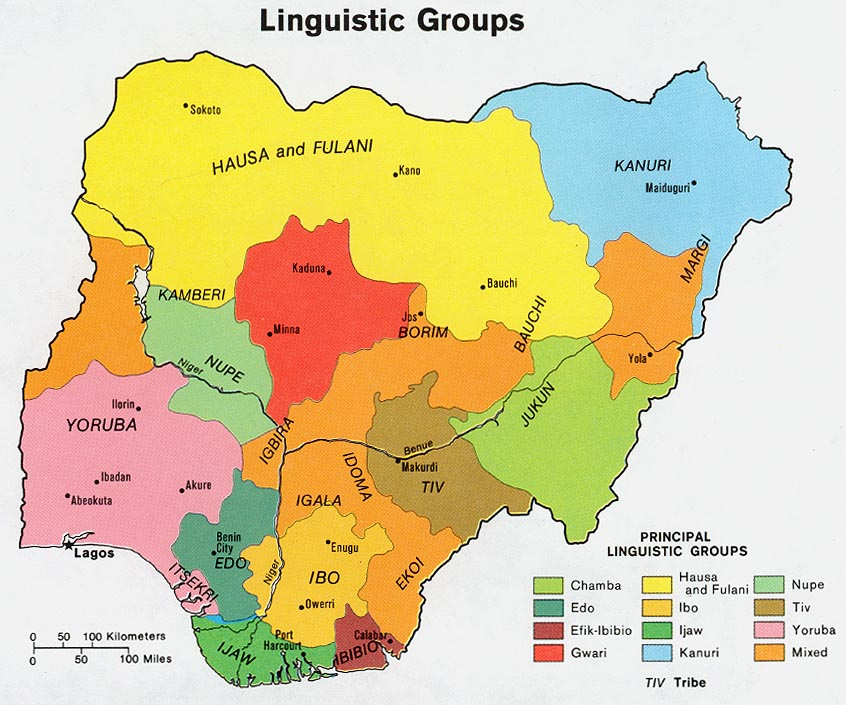
Etnisk-språklig karta över Nigeria, enligt fördelning 1979.

Befolkningen är indelad i över 250 etniska grupper, var och en med sitt eget språk och kultur. Den största etniska gruppen är hausa  som år 2018 utgjorde cirka 30 % av befolkningen. Yoruba var den näst största folkgruppen och utgjorde cirka 15,5 % av befolkningen. Andra större folkgrupper var  igbo (15,2  %), fulani (6 %),  tiv (2,4 %) och kanuri/beriberi (2,4 %).
Hausa är den dominerande gruppen i norr. Intensivt jordbruk har lagt grunden till hantverk och handel. Fulani bor i det skogs- och savannområde som sträcker sig från gränsen mot Senegal i väst till Sudan i öst. Fulani har traditionellt varit boskapshållande nomader, men de flesta har under årens lopp tagit upp jordbruk och blivit bofasta. Yoruba är ett jordbrukande folk som lever i de fruktbara områdena i sydväst. Igbo utgör majoriteten av befolkningen i sydost. De är traditionellt åkerbrukare, men flyttade tidigt in till städerna och var länge den dominerande stadsbefolkningen. Igbo är indelat i en mängd stammar som har sina egna dialekter av igbospråket. Andra framstående, men mindre, grupper är edo och ibibio, båda i skogsbältet i söder, tiv och nupe i mellersta Nigeria och kanuri vid Tchadsjön. Mellersta Nigeria uppvisar den största etniska och språkliga variationen; där finns 180 olika språk.

#### Migration
År 2017 fanns i Nigeria 1 884 331 internflyktingar som flytt på grund av attacker från Boko Haram, våld mellan kristna och muslimer i centrala delar av landet, politiskt våld, översvämningar, tvångsavhysning, stöld av nötkreatur samt konflikt om resurser.

### Språk
Engelska är officiellt språk i Nigeria. Det mest utbredda inhemska språket är hausa, som tjänar som lingua franca i stora delar av norra Nigeria. Andra viktiga språk är fulfulde (fula), yoruba, edo, igbo och ibibio. Användningen av det arabiska alfabetet medförde att fulfulde och hausa var bland de första afrikanska skriftspråken vid sidan av det östafrikanska swahili. Antalet språk som fanns katalogiserade i Nigeria år 2010 var 527. Denna siffra omfattade 514 levande språk, två andraspråk utan modersmålstalare och 11 utdöda språk. I vissa områden i Nigeria talar etniska grupper fler än ett språk.

### Religion
Religionsmässigt är Nigeria indelat i två ungefär lika stora delar, där den ena är övervägande muslimsk och den andra kristen. En liten minoritet utövar traditionella religioner. Cirka 46 % av befolkningen beräknades vara kristen år 2018, med tyngdpunkten i de östra delstaterna. Muslimerna, huvudsakligen sunnimuslimer, beräknades samma år till ungefär 53 %, med tyngdpunkten i norr och väster. Cirka 6 % utövade olika lokala etniska religioner.

### Sociala förhållanden
Mänskliga rättigheter i Nigeria är bristfälliga och statliga tjänstemän på alla nivåer fortsätter att begå allvarliga övergrepp. Bland de mer allvarliga problemen kan nämnas:
- Trafficking för prostitution och tvångsarbete. I början på 2010-talet uppskattades exempelvis antalet slavar i Nigeria till 700 000.
- Medborgargarden som utför mord
- Diskriminering på grund av kön, etnicitet, region och religion
- Inskränkningar i mötes-, rörelse-, tryck-, åsikts- och religionsfriheten
- Intrång i privatlivets rättigheter
- Inskränkning av medborgarnas rätt att byta regering.[23][39]

#### Kvinnor
Våld i hemmet är ett allvarligt problemen i Nigeria. Misshandel och sexuella övergrepp anmäls sällan på grund av samhällsnormer och risken för social stigmatisering.

#### Barn
Barnarbete är olagligt men vanligt förekommande. Barn utnyttjas till allt från hushållsarbete och gatuförsäljning till mineralbrytning. Barn utnyttjas även för tiggeri och sexhandel. Barnmisshandel och sexuella övergrepp på barn är stora samhällsproblem. De anmäls dock sällan givet de rådande samhällsnormerna och risken för social stigmatisering. Barnäktenskap var fortfarande vanligt i början av 2010-talet. Även kvinnlig könsstympning var ett stort problem.

#### Homosexuella
I Nigeria är manlig homosexualitet förbjuden, straffet är oftast fängelse. Många homosexuella tvingas att dölja sin sexuella läggning då det finns en risk för repressalier och social stigmatisering.
I de norra regionerna tillämpas sharialagstiftning. I de regionerna är homosexuellt beteende belagt med spöstraff, fängelse eller döden genom stening.
Samtidigt förekommer företeelsen Yan Daudu i norra Nigeria. Det är män som klär sig i kvinnokläder och utför hushållssysslor. De har tidigare lämnats ifred och kunnat leva bland andra, och kan fortsatt göra det i vissa områden även om sharialagar gäller.
Bland igbofolket finns också en tradition av homosexuellt beteende, men där bland kvinnor som ingår samkönade äktenskap. Migrationsverket skriver: "Äktenskap mellan kvinnor hos igbo har dock ingen koppling till kvinnornas sexuella läggning. Äktenskapet arrangeras i stället för att till exempel få hjälp i hemmet, kompensera för barnlöshet eller säkerställa att ätten förs vidare".

### Hälsa
| Hiv och aids             | 2014      | 2020        |
| ------------------------ | --------- | ----------- |
| Andel av befolkningen    | 3,17 %    | 1,3 % ▼     |
| Antal                    | 3 391 600 | 1 700 000 ▼ |
| Dödsfall per år          | 174 300   | 49 000 ▼    |
| Fetma                    | 2014      | 2016        |
| Andel av befolkningen    | 9,7 %     | 8,9 % ▼     |
| Undervikt hos barn <5 år | 2011      | 2020        |
| Andel av befolkningen    | 19,8 %    | 18,4 % ▼    |

Mödradödligheten (2017) beräknades till 917 dödsfall per 100 000 födslar.

### Övriga befolkningsdata
Nigeria är Afrikas folkrikaste stat och vid den senaste folkräkningen som hölls den 21 mars 2006 uppgick den faktiskt befintliga befolkningen i Nigeria (de facto) till 140 431 790 invånare, varav 71 345 488 män och 69 086 302 kvinnor. Folkräkningar hade tidigare hållits 1991, 1963 och 1952.
Invånartalet i Nigeria uppskattades i juli 2018 av The World Factbook till 203 452 505 invånare, Förenta nationerna (befolkning den 1 juli 2016) till 186 988 000, Internationella valutafonden till 188 686 000 invånare (för år 2017) samt Världsbanken (juli 2016) till 185 589 640 invånare.

## Kultur

### Massmedier
Regeringskritiska medier hade en svår period under 1990-talet, då kritiska journalister fängslades och tidningar i perioder tvingades hålla stängt.

#### Press och förlag
Nigerias äldsta dagstidning, Daily Times (grundad 1925), var länge den ledande tidningen. Den övertogs på 1970-talet av regeringen. Efter dåliga ekonomiska resultat privatiserades tidningen 2004, och återlanserades 2006. Andra stora tidningar är National Concord med en upplaga på cirka 200 000 och Nigerian Observer med en upplaga på cirka 150 000.

#### Radio och television
Federal Radio Corporation of Nigeria (FRCN) kontrolleras av den federala regeringen, och sändningarna är indelade i fem zoner, där det sänds på engelska och omkring 15 andra olika språk. Nigerian Television Authority (NTA), som grundades 1976, är också statligt kontrollerad och har ansvar för alla tv-sändningar i landet, med sändare i samtliga delstater.

#### Litteratur

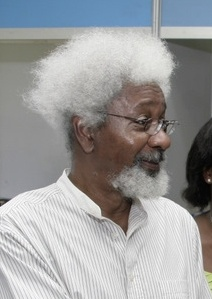
Wole Soyinka.

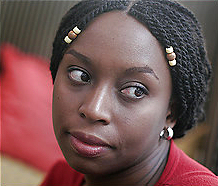
Chimamanda Ngozi Adichie.

### Konstarter

### Traditioner

#### Kultursymboler och viktiga personligheter
Clement Nwankwo är människorättsaktivist som år 1996 fick Martin Ennals Award för sin kamp för mänskliga rättigheter i Nigeria.

### Idrott
Fotboll är Nigerias nationalsport, och landet har sin egen Premier League i fotboll. Nigerias fotbollslandslag, kända som Super Eagles, har tagit sig till fotbolls-VM sex gånger: 1994, 1998, 2002, 2010, 2014 och 2018. De har vunnit Afrikanska mästerskapet tre gånger, 1980, 1994 och 2013. I OS 1996 vann de sensationellt guld efter att ha slagit Argentina i finalen. Tongivande spelare i OS-laget var Nwankwo Kanu och Jay-Jay Okocha. 2008 vann man OS-silver i Peking, efter att återigen ha mött Argentina i finalen. I oktober 2010 låg Nigerias fotbollslandslag på plats 34 på Fifas världsranking, med bara fyra afrikanska lag framför sig (Egypten (11), Ghana (17), Elfenbenskusten (19) och Algeriet (33)).
Andra sporter som utövas i Nigeria är basket, cricket och friidrott. Boxning är också en viktig sport i landet; Dick Tiger och Samuel Peter är båda före detta världsmästare.

## Internationella rankningar
| Organisation                                | Undersökning                   | Rankning   |
| ------------------------------------------- | ------------------------------ | ---------- |
| The Economist                               | Demokratiindex 2018            | 108 av 167 |
| World Bank Group                            | Doing Business Report 2019     | 131 av 190 |
| Heritage Foundation/The Wall Street Journal | Ekonomisk frihet-index 2019    | 111 av 180 |
| FN:s utvecklingsprogram                     | Human Development Index 2018   | 158 av 189 |
| Transparency International                  | Korruptionsindex 2018          | 144 av 180 |
| Reportrar utan gränser                      | World Press Freedom Index 2019 | 120 av 180 |